# Susz (Karkonosze)
Susz (niem. Himprichthübel, 708 m n.p.m.) – szczyt w Karkonoszach, w obrębie Śląskiego Grzbietu.
Położony jest w północno-wschodniej części Śląskiego Grzbietu, na zachód od Borowic. Na zachodzie od Mostowej oddziela go Dolina Myi.
Zbudowany z granitu karkonoskiego.
Na południowym zboczu pojedyncze skałki.
Porośnięty lasami świerkowymi.